# Malia Berkely
Malia Berkely est une joueuse américaine de soccer née le 13 février 1998 qui joue actuellement en tant que défenseure au Courage de la Caroline du Nord.

## Biographie

### Carrière universitaire
Malia Berkely joue avec les Seminoles de Florida State de 2016 à 2020 en NCAA. Avec son équipe, elle dispute 84 rencontres (pour deux buts et quatorze passes décisives) remportant trois titres de conférence (2016, 2018 et 2020) et un titre national (2018). Elle devient la première joueuse à remporter deux titres consécutifs de joueuse défensive de l'année de la conférence Est (en 2019 et 2020) et est finaliste du prestigieux Trophée Hermann récompensant la meilleure joueuse du championnat universitaire américain.

### Carrière en club
En janvier 2021, elle s'engage avec les Girondins de Bordeaux en Division 1, au lieu de participer au repêchage universitaire de NWSL. Si lors de ses six premiers mois elle ne dispute qu'un seul match, elle s'impose comme titulaire en 2021-2022 après la blessure de Delphine Chatelin. Elle découvre ainsi la Ligue des champions. 

### Carrière internationale
Malia Berkely dispute trois matches amicaux avec les moins de 23 ans américaines en 2019. 

## Vie privée
Malia Berkely a obtenu une maîtrise en administration des affaires.

## Statistiques
| Saison                | Club                       | Championnat           | Championnat | Championnat | Coupe(s) nationale(s) | Coupe(s) nationale(s) | Total | Total |
| Saison                | Club                       | Division              | M.          | B.          | M.                    | B.                    | M.    | B.    |
| 2016-2017             | Seminoles de Florida State | NCAA                  | 22          | 1           | -                     | -                     | 22    | 1     |
| 2018-2019             | Seminoles de Florida State | NCAA                  | 27          | 1           | -                     | -                     | 27    | 1     |
| 2019-2020             | Seminoles de Florida State | NCAA                  | 24          | 2           | -                     | -                     | 24    | 2     |
| 2020-2021             | Seminoles de Florida State | NCAA                  | 11          | 0           | -                     | -                     | 11    | 0     |
| Total sur la carrière | Total sur la carrière      | Total sur la carrière | 84          | 4           | -                     | -                     | 84    | 4     |

| Saison                | Club                  | Championnat           | Championnat | Championnat | Coupe(s) nationale(s) | Coupe(s) nationale(s) | Compétition(s) continentale(s) | Compétition(s) continentale(s) | Compétition(s) continentale(s) | Total | Total |
| Saison                | Club                  | Division              | M.          | B.          | M.                    | B.                    | Comp.                          | M.                             | B.                             | M.    | B.    |
| 2020-2021             | Girondins de Bordeaux | Division 1            | 1           | 0           | 0                     | 0                     | -                              | -                              | -                              | 1     | 0     |
| 2021-2022             | Girondins de Bordeaux | Division 1            | 4           | 1           | -                     | -                     | C1                             | 4                              | 0                              | 8     | 1     |
| Sous-total            | Sous-total            | Sous-total            | 5           | 1           | 0                     | 0                     | -                              | 4                              | 0                              | 9     | 1     |
| Total sur la carrière | Total sur la carrière | Total sur la carrière | 5           | 1           | 0                     | 0                     | -                              | 4                              | 0                              | 9     | 1     |

## Palmarès

### Club
Seminoles de Florida State :
- Championnat NCAA (1) : 2018
- Championnat de l'ACC (3) : 2016, 2018, 2020